# Campeonato Mundial de Tiro con Arco
El Campeonato Mundial de Tiro con Arco es la máxima competición internacional de tiro con arco. Es realizado desde 1931 por la Federación Internacional de Tiro con Arco (FITA). Se efectúa un campeonato en cada una de las disciplinas del tiro con arco reconocidas por la FITA, los dos principales son:
- Campeonato Mundial de Tiro con Arco al Aire Libre – organizado en los años impares.
- Campeonato Mundial de Tiro con Arco en Sala – organizado en los años pares.

## Campeonato Mundial de Tiro con Arco al Aire Libre

### Ediciones
| Núm.    | Año  | Sede              | País           |
| ------- | ---- | ----------------- | -------------- |
| I       | 1931 | Lwów              | Polonia        |
| II      | 1932 | Varsovia          | Polonia        |
| III     | 1933 | Londres           | Reino Unido    |
| IV      | 1934 | Båstad            | Suecia         |
| V       | 1935 | Bruselas          | Bélgica        |
| VI      | 1936 | Praga             | Checoslovaquia |
| VII     | 1937 | París             | Francia        |
| VIII    | 1938 | Londres           | Reino Unido    |
| IX      | 1939 | Oslo              | Noruega        |
| X       | 1946 | Estocolmo         | Suecia         |
| XI      | 1947 | Praga             | Checoslovaquia |
| XII     | 1948 | Londres           | Reino Unido    |
| XIII    | 1949 | París             | Francia        |
| XIV     | 1950 | Copenhague        | Dinamarca      |
| XV      | 1952 | Bruselas          | Bélgica        |
| XVI     | 1953 | Oslo              | Noruega        |
| XVII    | 1955 | Helsinki          | Finlandia      |
| XVIII   | 1957 | Praga             | Checoslovaquia |
| XXIX    | 1958 | Bruselas          | Bélgica        |
| XX      | 1959 | Estocolmo         | Suecia         |
| XXI     | 1961 | Oslo              | Noruega        |
| XXII    | 1963 | Helsinki          | Finlandia      |
| XXIII   | 1965 | Västerås          | Suecia         |
| XXIV    | 1967 | Amersfoort        | Países Bajos   |
| XXV     | 1969 | Valley Forge      | Estados Unidos |
| XXVI    | 1971 | York              | Reino Unido    |
| XXVII   | 1973 | Grenoble          | Francia        |
| XXVIII  | 1975 | Interlaken        | Suiza          |
| XXIX    | 1977 | Camberra          | Australia      |
| XXX     | 1979 | Berlín Occidental | RFA            |
| XXXI    | 1981 | Punta Ala         | Italia         |
| XXXII   | 1983 | Los Ángeles       | Estados Unidos |
| XXXIII  | 1985 | Seúl              | Corea del Sur  |
| XXXIV   | 1987 | Adelaida          | Australia      |
| XXXV    | 1989 | Lausana           | Suiza          |
| XXXVI   | 1991 | Cracovia          | Polonia        |
| XXXVII  | 1993 | Antalya           | Turquía        |
| XXXVIII | 1995 | Yakarta           | Indonesia      |
| XXXIX   | 1997 | Victoria          | Canadá         |
| XL      | 1999 | Riom              | Francia        |
| XLI     | 2001 | Pekín             | China          |
| XLII    | 2003 | Nueva York        | Estados Unidos |
| XLIII   | 2005 | Madrid            | España         |
| XLIV    | 2007 | Leipzig           | Alemania       |
| XLV     | 2009 | Ulsan             | Corea del Sur  |
| XLVI    | 2011 | Turín             | Italia         |
| XLVII   | 2013 | Belek             | Turquía        |
| XLVIII  | 2015 | Copenhague        | Dinamarca      |
| XLIX    | 2017 | Ciudad de México  | México         |
| L       | 2019 | 's-Hertogenbosch  | Países Bajos   |
| LI      | 2021 | Yankton           | Estados Unidos |
| LII     | 2023 | Berlín            | Alemania       |
| LIII    | 2025 | Gwangju           | Corea del Sur  |
| LIV     | 2027 | Medellín          | Colombia       |

### Medallero total
- Actualizado a Berlín 2023.

| Núm. | País            | Oro | Plata | Bronce | Total |
| ---- | --------------- | --- | ----- | ------ | ----- |
| 1    | Corea del Sur   | 66  | 26    | 27     | 119   |
| 2    | Estados Unidos  | 65  | 39    | 34     | 138   |
| 3    | Rusia           | 21  | 14    | 11     | 46    |
| 4    | Suecia          | 19  | 22    | 21     | 62    |
| 5    | Polonia         | 18  | 16    | 12     | 46    |
| 6    | Italia          | 11  | 9     | 9      | 29    |
| 7    | Reino Unido     | 10  | 20    | 27     | 57    |
| 8    | Francia         | 9   | 16    | 16     | 41    |
| 9    | República Checa | 8   | 7     | 9      | 24    |
| 10   | Dinamarca       | 7   | 12    | 9      | 28    |
| 11   | Finlandia       | 6   | 13    | 10     | 29    |
| 12   | Bélgica         | 5   | 7     | 9      | 21    |
| 13   | Colombia        | 5   | 1     | 3      | 9     |
| 14   | China Taipéi    | 4   | 6     | 7      | 17    |
| 15   | Alemania        | 3   | 10    | 5      | 18    |
| 16   | India           | 3   | 9     | 3      | 15    |
| 17   | Canadá          | 3   | 3     | 6      | 12    |
| 18   | China           | 3   | 2     | 7      | 12    |
| 19   | Australia       | 2   | 2     | 10     | 14    |
| 20   | Países Bajos    | 1   | 8     | 7      | 16    |
| 21   | Noruega         | 1   | 4     | 1      | 6     |
| 22   | Turquía         | 1   | 3     | 3      | 7     |
| 23   | Ucrania         | 1   | 2     | 4      | 7     |
| 24   | Hungría         | 1   | 1     | 1      | 3     |
| 25   | Irán            | 1   | 1     | 0      | 2     |
| 26   | Austria         | 1   | 0     | 1      | 2     |
| 26   | Eslovenia       | 1   | 0     | 1      | 2     |
| 28   | Chile           | 1   | 0     | 0      | 1     |
| 28   | Moldavia        | 1   | 0     | 0      | 1     |
| 30   | México          | 0   | 8     | 2      | 10    |
| 31   | Japón           | 0   | 5     | 6      | 11    |
| 32   | Sudáfrica       | 0   | 3     | 5      | 8     |
| 33   | Brasil          | 0   | 1     | 1      | 2     |
| 33   | Corea del Norte | 0   | 1     | 1      | 2     |
| 35   | Bielorrusia     | 0   | 1     | 0      | 1     |
| 35   | Croacia         | 0   | 1     | 0      | 1     |
| 35   | España          | 0   | 1     | 0      | 1     |
| 35   | Georgia         | 0   | 1     | 0      | 1     |
| 35   | Malasia         | 0   | 1     | 0      | 1     |
| 40   | Bangladés       | 0   | 0     | 1      | 1     |
| 40   | El Salvador     | 0   | 0     | 1      | 1     |
| 40   | Estonia         | 0   | 0     | 1      | 1     |
| 40   | Indonesia       | 0   | 0     | 1      | 1     |
| 40   | Kazajistán      | 0   | 0     | 1      | 1     |
| 40   | Luxemburgo      | 0   | 0     | 1      | 1     |
| 40   | Nueva Zelanda   | 0   | 0     | 1      | 1     |
| 40   | Venezuela       | 0   | 0     | 1      | 1     |
|      | TOTAL           | 278 | 276   | 276    | 830   |

## Campeonato Mundial de Tiro con Arco en Sala

### Ediciones
| Núm. | Año   | Sede                     | País                     |                          |
| ---- | ----- | ------------------------ | ------------------------ | ------------------------ |
| I    | 1991  | Oulu                     | Finlandia                |                          |
| II   | 1993  | Perpiñán                 | Francia                  |                          |
| III  | 1995  | Birmingham               | Reino Unido              |                          |
| IV   | 1997  | Estambul                 | Turquía                  |                          |
| V    | 1999  | La Habana                | Cuba                     |                          |
| VI   | 2001  | Florencia                | Italia                   |                          |
| VII  | 2003  | Nimes                    | Francia                  |                          |
| VIII | 2005  | Aalborg                  | Dinamarca                |                          |
| IX   | 2007  | Esmirna                  | Turquía                  |                          |
| X    | 2009  | Rzeszów                  | Polonia                  |                          |
| XI   | 2012  | Las Vegas                | Estados Unidos           |                          |
| XII  | 2014  | Nimes                    | Francia                  |                          |
| XIII | 2016  | Ankara                   | Turquía                  |                          |
| XIV  | 2018  | Yankton                  | Estados Unidos           |                          |
| —    | 2020- | Campeonato descontinuado | Campeonato descontinuado | Campeonato descontinuado |

### Medallero total
- Actualizado a Yankton 2018.

| Núm. | País           | Oro | Plata | Bronce | Total |
| ---- | -------------- | --- | ----- | ------ | ----- |
| 1    | Estados Unidos | 40  | 18    | 15     | 73    |
| 2    | Italia         | 14  | 10    | 13     | 37    |
| 3    | Francia        | 9   | 9     | 13     | 31    |
| 4    | Ucrania        | 8   | 7     | 12     | 27    |
| 5    | Alemania       | 7   | 4     | 2      | 13    |
| 6    | Rusia          | 6   | 10    | 7      | 23    |
| 7    | Suecia         | 4   | 7     | 4      | 15    |
| 8    | Países Bajos   | 3   | 2     | 6      | 11    |
| 9    | Japón          | 2   | 4     | 0      | 6     |
| 10   | México         | 2   | 1     | 3      | 6     |
| 11   | Australia      | 2   | 1     | 1      | 4     |
| 11   | Corea del Sur  | 2   | 1     | 1      | 4     |
| 13   | Moldavia       | 2   | 1     | 0      | 3     |
| 14   | Dinamarca      | 1   | 6     | 2      | 9     |
| 15   | Bélgica        | 1   | 1     | 1      | 3     |
| 16   | Bulgaria       | 1   | 1     | 0      | 2     |
| 17   | Reino Unido    | 0   | 4     | 6      | 10    |
| 18   | Polonia        | 0   | 4     | 3      | 7     |
| 19   | España         | 0   | 4     | 0      | 4     |
| 20   | Turquía        | 0   | 3     | 3      | 6     |
| 21   | Suiza          | 0   | 2     | 2      | 4     |
| 22   | China Taipéi   | 0   | 2     | 0      | 2     |
| 23   | Finlandia      | 0   | 1     | 0      | 1     |
| 23   | Kazajistán     | 0   | 1     | 0      | 1     |
| 25   | Canadá         | 0   | 0     | 2      | 2     |
| 26   | Bielorrusia    | 0   | 0     | 1      | 1     |
| 26   | Croacia        | 0   | 0     | 1      | 1     |
| 26   | Georgia        | 0   | 0     | 1      | 1     |
| 26   | Grecia         | 0   | 0     | 1      | 1     |
| 26   | Irán           | 0   | 0     | 1      | 1     |
| 26   | Noruega        | 0   | 0     | 1      | 1     |
| 26   | Sudáfrica      | 0   | 0     | 1      | 1     |
| 26   | Yugoslavia     | 0   | 0     | 1      | 1     |
|      | TOTAL          | 104 | 104   | 104    | 312   |

1. 1 2  Incluye las medallas de la URSS.
2. ↑  Incluye las medallas de Checoslovaquia.
3. ↑  Incluye las medallas de la RFA.